# زکریا عبوب

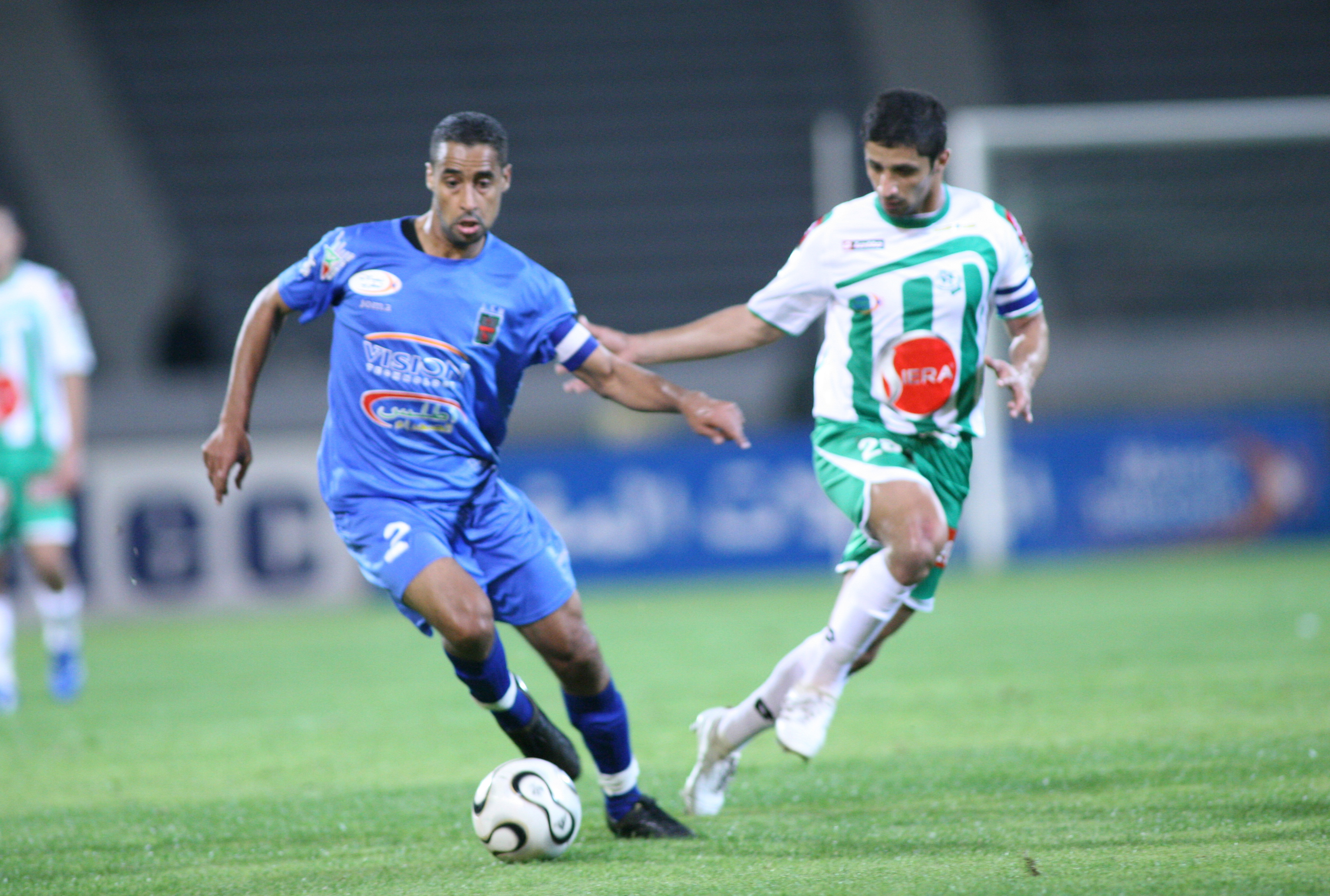
زكريا عبوب با لباس سفید

زکریا عبوب (عربی: زكريا عبوب؛ زادهٔ ۳ ژوئن ۱۹۸۰) بازیکن فوتبال اهل مراکش بود.
از باشگاه‌هایی که در آن بازی کرده‌است می‌توان به باشگاه فوتبال الوداد کازابلانکا، باشگاه فوتبال الظفره، باشگاه فوتبال ارتش سلطنتی مراکش، باشگاه فوتبال الشارجه، باشگاه ورزشی المحرق، و باشگاه فوتبال الرجا اشاره کرد.
وی همچنین در تیم ملی فوتبال مراکش بازی کرده‌است.